# من هنوز ایمان دارم (آلبوم)
«من هنوز ایمان دارم» آلبومی از هنرمند اهل ایالات متحده آمریکا لایف جنینگز است. این آلبوم در اوت ۲۰۱۰ با ۱۳ ترانه منتشر شده‌است.